# 금강석의 종류
금강석의 종류는 화학적 불순물이나 생성조건에 따라 과학적으로 분류된다. 화학적 불순물로 분류하는 경우 크게 Ia, Ib, IIa, IIb의 네 가지로 나눈다. 생성조건에 따라 분류하는 경우에는 P형과 E형으로 나눈다. 불순물은 내부포유물과는 달리 원자크기에서 결정격자에 탄소를 대신하여 끼여들어가있는 것이므로 적외선 분광계로 검출한다.
특히 화학적 불순물에 따른 분류의 경우 각각의 형이 다이아몬드 향상기술(diamond enhancement techniques)를 적용할 때 다르게 반응한다. 서로 다른 화학적 불순물에 따른 다이아몬드 분류에서는 같은 결정 내에 서로 다른 형이 공존할 수 있다. 자연 금강석은 흔히 Ia형과 Ib형의 혼합형인데 이는 적외선흡수스펙트르로 분석할 수 있다.

## 화학적 불순물에 따른 분류
- I형 금강석은 가장 흔한 경우로 주요 불순물로 질소 원자를 포함한다. 그 농도는 약 0.1%이다. I형 금강석은 320 ㎚부터 흡광성을 보인다. 또한 흡수스펙트르와 형광성을 보인다.
  - Ia형 금강석은 전체 자연금강석의 98%를 차지한다. 질소불순물의 양은 3000 ppm까지 달할 수 있는데 탄소격자 내에 몰켜있다. 이 몰킨 질소에 의한 흡수스펙트르는 금강석이 푸른 빛을 흡수하게 만드는데 이로 인해 거의 무색이나 희미한 노란색을 띄게 한다. 대부분의 Ia형 금강석은 IaA와 IaB 금강석의 혼합체로 이 금강석들은 남아프리카 공화국의 케이프 주에서 이름을 따 케이프 계열(Cape series)라고 부른다. Ia형 금강석은 415.5 ㎚에서 강한 흡수선을 보이고 478 ㎚, 465 ㎚, 452 ㎚, 435 ㎚, 423 ㎚ (케이프 선이라고 부름)에서 약한 흡수선을 보인다. 또한 장파장 자외선을 쪼여주었을 때 푸른색 형광을 나타낸다.[3]
    - IaA형 금강석은 질소원자가 짝으로 지어있는 것으로 색에는 영향을 미치지 않는다.
    - IaB형 금강석은 질소원자가 큰 짝수 개수로 몰켜있는 것으로 황색-갈색을 나타내게 한다.

  - Ib형 금강석은 자연금강석의 0.1%를 차지한다. 이들은 500 ppm 정도의 질소를 함유하고 있는데 Ia형과는 달리 질소원자들이 격자 사이사이에 분산고립되여있다. Ib형 다이아몬드는 청색-녹색광을 흡수하여 보다 더 짙은 황색이나 갈색을 나타내게 한다. 흡수스펙트르는 강한 흡수선이 없이 점이적이다.[4] 대부분의 인조금강석은 Ib형 금강석이다.[5]
- II형 금강석은 질소불순물 함량이 거의 없다(측정가능한 범위 내로 나오지 않는다). II형 금강석은 적외선영역의 여러 파장을 흡수하고 225 ㎚ 이하의 자외선 파장을 방사한다. 형광성을 가지나 흡수스펙트르로 분별하기는 어렵다. II형 금강석은 그 결정형이 보다 크고 불규칙하며 초고압환경에서 오랜 시간에 걸쳐 생성된 것으로 알려져있다.
  - IIa형 금강석은 자연금강석의 1-2%를 차지한다. 불순물은 거의 없으며 대개 무색이고 높은 열전도 특성을 가진다. 230 ㎚ 이하의 자외선파장을 그냥 투과시킨다. 이들의 결정은 고압의 환경에서 사면체 결정구조가 자라다가 구조적 변형을 받아 결정격자에 흠이 생기는데 이들 흠에 의해서 노란색, 갈색, 주황색, 분홍색, 적색, 자색을 가질 수도 있다. 이러한 구조적 변형은 고온고압 조건 하에서 다시 복원될 수 있는데 이 과정에서 색은 사라진다.[6] IIa 금강석은 컬리난, 코이누르, 레세디 라 로나 등에서 난다. CVD 법을 이용해서 만들어진 인조금강석도 대개 이 형에 떨어진다.
  - IIb형 금강석은 자연금강석의 0.1%를 차지하는데 그들의 가치는 희소성에 의해 매우 높다. IIb형의 경우에는 붕소 불순물을 가지고 있는데 붕소원자에 의해 적색, 주황색, 황색을 흡수하게 하여 결정이 밝은 푸른색이나 회색을 내게 한다. 붕소농도가 낮을 경우에는 무색일 수도 있다.  이들 금강석은 p형 반도체로 채워지지 않은 양공들에 의해 이런 효과가 난다. 간혹 Ia형 금강석에서도 청색-회색이 나지만 이들은 붕소와 관계가 없는 것이다. IIb형 금강석은 적외선에서 뚜렷한 흡수스펙트르를 보이고 가시광영역의 적색광쪽으로 갈수록 점차 흡수도가 높아지는 경향을 보인다.

## 생성조건에 따른 분류
- P형 금강석(Peridotitic Diamonds)은 석류석-크롬철광 하쯔버자이트나 드물게 석류석 러졸라이트에서 발견된다. 이러한 암석들 – 특히 하쯔버자이트는 맨틀에서 부분용융하고 남은 마그네슘이 풍부한 광물 성분들을 많이 포함하고 있다. P형 금강석의 결정 내에서 찾아지는 포유물들을 보면 페리도타이트를 구성하는 물질들로 감람석, 사방휘석, 단사휘석, 석류석, 크롬철광, 황화물 등이 있다. 지온계와 지압계 광물을 이용하여 보면 P형 금강석은 지하 150 – 200 ㎞에서 만들어졌다고 생각된다. P형 금강석의 탄소를 보면 δ13C 값이 –2에서 –9 사이의 좁은 값을 가진다. 이것은 연약권에서 대류하는 맨틀에 의해 균질한 탄소 동위원소 비를 가진다는 것을 지시한다. 이 탄소는 아마도 초기 지구의 구성 물질이었을 것이라고 생각한다. P형 금강석이 E형 금강석보다 더 풍부하게 나타난다[7].

- E형 금강석(Eclogitic Diamonds)은 P형 금강석과는 달리 유기탄소가 일부 E형 금강석의 생성에 연계되었음이 시사되고 있다. E형 금강석의 δ13C 값이 –34에서 +3까지 넓은 영역을 가지는데 이는 지구의 지표에서 탄소동위원소 비의 영역과 같은 것이다. 이는 E형 금강석의 탄소 공급원이 지표이며 판의 섭입에 의해 지하 150 ㎞ 밑으로 들어가 생성되었음을 지시한다. E형 금강석의 포유물을 보면 그 광물 조성이 에클로자이트의 구성 광물과 유사함을 알 수 있다[7].